# マスターズF3
マスターズF3（Masters of Formula 3）とは、オランダのザントフォールト・サーキットで毎年開催されるフォーミュラ3（F3）のレースである。

## 概略
マスターズF3は、1990年限りで消滅したヨーロッパ・フォーミュラF3カップの非公式な形での代替レースという側面があり、ヨーロッパの各国F3選手権の成績上位ドライバーたちが集結する国際レースという形で、1991年に初開催された。今日ではマカオグランプリと並び、F3の最高峰レースの一つとして認知されている。
1999年、FIAはフランスF3のポーでのレースをヨーロッパ選手権として指定したが、その後もマスターズはヨーロッパのF3における事実上の最高峰レースとしての地位を保ち、イギリスF3、フランスF3、ドイツF3、イタリアF3の各国F3選手権の参加ドライバーらが参加を続けた。さらに、2003年には、フランスF3とドイツF3が統合されユーロF3が新たに発足し、マールボロ・マスターズはそのシリーズに名を連ねることこそなかったが、その位置づけに変化はない。

### 開催地・名称
2006年までは全てザントフォールトサーキットであったが、開催地であるザントフォールトサーキットを相手どり近隣住民が騒音問題について訴訟を起こしたため、年間に規定値以上の騒音を発するレーシングカーの走行日数が5日に制限され、この5日の振り分けを、DTMとユーロF3が共催される3日間とA1GP開催の2日間としたため、必然的にマスターズの開催用の日程枠が一時ザントフォールトサーキットからは消滅した。そこで2007年と2008年は隣国であるベルギーのゾルダーサーキットにて「Zandvoort Masters of Formula3 @ Zolder」という名称でイベントを継続することとなった。以降、マスターズという名称のF3イベントの開催権をもつザントフォールトサーキットが、ベルギーのゾルダーサーキットを借りるという形での開催となる予定であったが2009年以降はザントフォールトサーキットで開催されている。
初開催当初よりフィリップモリス社がマールボロの名で冠スポンサーを務め「マールボロ・マスターズF3（Marlboro Masters of Formula 3）」の名で長く呼ばれてきたが、欧州連合によって2005年7月31日以降は公の場所におけるタバコ広告が全面的に禁止となったことを受けて、フィリップモリス社がスポンサーを降りたため、2006年から2007年は新たにイギリスのエネルギー企業BPを冠スポンサーに迎え、名称も「BP・アルティメイト・マスターズF3（BP Ultimate Masters of Formula 3）」に変更された。その後は2009年にTangoが冠スポンサーになったのを除き、放送局のRTLが冠スポンサーを担っている。

## 歴代優勝者
★はのちにF1デビューを果たしたドライバー
| 年     | 優勝者                         | 所属チーム                           | 出身F3選手権 |
| ------ | ------------------------------ | ------------------------------------ | ------------ |
| 1991年 | デビッド・クルサード★          | ポール・スチュワート・レーシング     | イギリスF3   |
| 1992年 | ペドロ・ラミー★                | オペル・WTS                          | ドイツF3     |
| 1993年 | ヨス・フェルスタッペン★        | オペル・WTS                          | ドイツF3     |
| 1994年 | ガレス・リース                 | アラン・ドッキング・レーシング (ADR) | イギリスF3   |
| 1995年 | ノルベルト・フォンタナ★        | オペル・KMS                          | ドイツF3     |
| 1996年 | カート・モレケンス             | アラン・ドッキング・レーシング (ADR) | イギリスF3   |
| 1997年 | トム・コロネル                 | トムス                               | 全日本F3     |
| 1998年 | デビッド・サレンス             | ASM                                  | フランスF3   |
| 1999年 | マーク・ハインズ               | マノー・モータースポーツ             | イギリスF3   |
| 2000年 | ジョナサン・コシェ             | シグネチャ                           | フランスF3   |
| 2001年 | 佐藤琢磨★                      | カーリン・モータースポーツ           | イギリスF3   |
| 2002年 | ファビオ・カルボーン           | フォーテック・モータースポーツ       | イギリスF3   |
| 2003年 | クリスチャン・クリエン★        | ミュッケ・モータースポーツ           | ユーロF3     |
| 2004年 | アレクサンドル・プレマ         | ASM                                  | ユーロF3     |
| 2005年 | ルイス・ハミルトン★            | ASM                                  | ユーロF3     |
| 2006年 | ポール・ディ・レスタ★          | ASM                                  | ユーロF3     |
| 2007年 | ニコ・ヒュルケンベルグ★        | ASM                                  | ユーロF3     |
| 2008年 | ジュール・ビアンキ★            | ARTグランプリ                        | ユーロF3     |
| 2009年 | バルテリ・ボッタス★            | ARTグランプリ                        | ユーロF3     |
| 2010年 | バルテリ・ボッタス★            | ARTグランプリ                        | ユーロF3     |
| 2011年 | フェリックス・ローゼンクビスト | ミュッケ・モータースポーツ           | ユーロF3     |
| 2012年 | ダニエル・ジュンカデラ         | プレマ・パワーチーム                 | ユーロF3     |
| 2013年 | フェリックス・ローゼンクビスト | ミュッケ・モータースポーツ           | ユーロF3     |
| 2014年 | マックス・フェルスタッペン★    | モトパーク                           | ユーロF3     |
| 2015年 | アントニオ・ジョビナッツィ★    | カーリン                             | ユーロF3     |
| 2016年 | ジョエル・エリクソン           | モトパーク                           | ユーロF3     |